# Monte Stella
Monte Stella – szczyt w Alpach Nadmorskich, części Alp Zachodnich. Leży w północnych Włoszech w regionie Piemont, blisko granicy z Francją. Jest to drugi co do wysokości szczyt Alp Nadmorskich. Znajduje się na północny wschód od Monte Argentera.